# Cladonia vareschii
Cladonia vareschii är en lavart som beskrevs av Ahti. Cladonia vareschii ingår i släktet Cladonia och familjen Cladoniaceae.   Inga underarter finns listade i Catalogue of Life.